# SMR
La relació senyal a màscara (o SMR de l'anglès Signal to Mask Ratio) és la mesura de la potència d'un senyal respecte a la del nivell de la màscara utilitzada a la codificació subbanda. Es calcula com el quocient entre la màxima energia del senyal i el llindar d'emmascarament global. El llindar d'emmascarament global es compara amb el màxim nivell de senyal per a una subbanda produint aquesta relació, el SMR.
El model psicoacústic utilitza una FFT (Fast Fourier Transform) per obtenir informació espectral detallada del senyal. El resultat de l'aplicació de la FFT es fa servir per determinar els emmascaraments en el senyal, cadascun dels quals produeix un nivell d'emmascarament, segons freqüència, intensitat i to. Per cada subbanda, els nivells individuals es combinen i formen un nivell global, que es compara amb el màxim nivell de senyal, produint el SMR que s'introdueix en el quantitzador (el qual és el següent bloc dintre del sistema de codificació).
El SMR és el paràmetre d'entrada al bloc de quantificació en un codificador psicoacústic. En aquest bloc primerament s'examinen les mostres de cada subbanda, trobant el valor màxim absolut d'aquestes mostres i realitzant la quantificació a 6 bits (factor d'escala en subbanda). Tot seguit es determina el repartiment de bits a cada subbanda minimitzant el NMR (noise to mask ratio) total respecte als bits repartits per cada subbanda. És possible que certes subbandes amb un gran emmascarament acabin amb zero bits i que, per tant, no es codifiqui cap mostra. L'objectiu d'aquest procés se satisfer simultàniament els requisits de taxa de bits i emmascarament. Normalment es realitza a 48 kHz, per cada trama de 8 ms tot i que es pot realitzar amb altres freqüències (cosa que farà variar la longitud de trama).